# 手塚大
手塚 大（てづか だい、1988年11月18日 - ）は、日本の男子バレーボール選手。

## 来歴
山形県山形市出身。兄の影響で小学6年の時にバレーボールを始める。
中央学院大学を経て、2011年にVプレミアリーグのFC東京に入部。ルーキーシーズンの2011/12Vプレミアリーグにおいて、チーム最高位となる5位獲得に貢献し、自らもサーブ賞を獲得した。
同年3月、初の全日本メンバーに登録された。
2014年6月のワールドリーグ京都大会に出場し、シニアA代表デビュー。
2021年、2020-21シーズン終了をもって東レアローズに移籍。
2021年10月23日、V1リーグの堺ブレイザーズ戦（岩手県・紫波町総合体育館）でVリーグ通算230試合出場となり、Vリーグ特別表彰制度の「Vリーグ栄誉賞」の表彰基準に到達となり、シーズン終了後に受賞した。
2023年、2022-23シーズンをもって東レアローズを退団した。ワンポイントブロッカーや二枚替えによる出場に限られ、モチベーションを保ちづらくなったと心情を話した。また、今後は何かしらバレーボールに携わりたいと話している。そして、同年7月にジェイテクトSTINGSへの入団が発表された。
2025年5月、2024-25シーズン限りでの退団が発表された。7月に千葉ドット入団。

## 人物
- 2021年よりチームメイトとなった藤井直伸とはFC東京時代から飲み仲間であり、藤井のセットを打ちたいと思ったのも東レアローズ移籍を決断した理由の一つだと話している[11]。

## 球歴
- 日本代表 - 2012-2014年

## 受賞歴
- 2012年 - 2011/12 V・プレミアリーグ 新人賞、サーブ賞
- 2022年 - 2021-22 V.LEAGUE DIVISION1 MEN Vリーグ栄誉賞

## 所属チーム
- 市立金井小学校（ほなみクラブ）
- 市立金井中学校
- 日大山形高校
- 中央学院大学
- FC東京（2011-2021年）
- 東レアローズ（2021-2023年）
- ジェイテクトSTINGS/ジェイテクトSTINGS愛知（2023-2025年）
- 千葉ドット（2025年-）